# Киси, Нобусукэ
Нобусукэ Киси (яп. 岸 信介 Киси Нобусукэ, 13 ноября 1896 — 7 августа 1987) — государственный и политический деятель, а также премьер-министр Японии с 25 февраля 1957 по 19 июля 1960. На его премьерский срок приходится подписание обновленного договора безопасности, и волна связанных с этим сильнейших за послевоенную японскую историю беспорядков.

## Биография

### Ранние годы
Нобусукэ Киси, урождённый Нобусукэ Сато, родился в деревне Табусе, Префектура Ямагути в семье бывшего чиновника и поэта-любителя Хидэсукэ Сато. Но в раннем возрасте покинул семью и жил в богатой семье Киси, приняв их фамилию после свадьбы. Биологический брат Нобусукэ — Эйсаку Сато также впоследствии занимал пост премьер-министра Японии и стал лауреатом Нобелевской премии мира в 1974 году, а второй брат Итиро Сато стал вице-адмиралом.
Нобусукэ закончил Токийский императорский университет в 1920 году, и поступил на работу в Министерство торговли и промышленности. В 1935 году он стал одним из высших должностных лиц участвующих в промышленной разработке Маньчжоу-Го. В октябре 1941 года премьер-министр Хидэки Тодзио, сам бывший ветераном Маньчжурской кампании, назначил Киси на пост министра торговли и промышленности, который он занимал до октября 1943 года. После являлся государственным министром с октября 1944 года до капитуляции Японии в 1945 году. Подозревался в военных преступлениях, и до 1948 года находился под стражей как подозреваемый класса «А». Впрочем на Токийском процессе ему не было предъявлено никаких обвинений[страница не указана 2933 дня].
Несмотря на снятие подозрений, Киси попал в многочисленную группу людей, которые подвергались гонениям со стороны союзных оккупационных властей в рамках борьбы со сторонниками старого милитаристского режима, и ему, как и многим другим, запрещалось занимать любые общественные должности. Несколько лет Киси занимается бизнесом. Но в 1952 году после снятия всех ограничений Киси снова возвращается в политику. В 1953 году избирается в парламент Японии как член Либеральной партии (яп. 日本自由党 Нихон Дзию:то:). Позже присоединяется к новой Демократической партии (яп. 日本民主党 Нихон Минсюто:), занимает там должность генерального секретаря, и содействует объединению Либеральной и Демократической партий. В 1955 году Демократическая и Либеральная партии объединяются и выбирают Итиро Хатояму в качестве главы новой Либерально-Демократической партии Японии. В дальнейшем Нобусукэ был министром иностранных дел в кабинете Тандзана Исибаси, а с 31 января 1957 года, после того как Исибаси пережил инсульт и стал недееспособен, Нобусукэ временно заменял его на посту премьер-министра. Уже в феврале Исибаси подает в отставку, и Киси избирается новым полноправным премьер-министром.

### Премьер-министр
На посту премьер-министра Киси проводил подчёркнуто «проамериканскую» политику. Такая политика не была направлена на попрание идеи укрепления независимости и самостоятельности Японии, однако была направлена на смягчение отношений с США после довольно-таки жёсткой политики Хатоямы, для возвращение к курсу экономически продуктивной доктрины Ёсиды (англ. Yoshida Doctrine) и заключению нового, равноправного, договора безопасности.
В первые годы правления Киси Япония входит в Совет Безопасности ООН, делает репарационные выплаты Индонезии, создаёт новый торговый договор с Австралией, и подписывает мирный договор с Чехословакией и Польшей.
Также наблюдается сдвиг на сближение Японии со странами Азии. В 1957 году Киси посещает 6 стран Юго-Восточной и Южной Азии, здесь согласовываются вопросы по репарационным обязательствам и экономическому сотрудничеству. Во время этих поездок Киси впервые озвучивает идею создания Азиатского фонда развития. Это стало началом японской стратегии глубокой торгово-экономической экспансии в Азию. В 1959 году Киси посещает страны Западной Европы и Латинской Америки.

### Договор безопасности 1960 года
Летом 1957 года Киси посещает Вашингтон, где ему удается добиться от США создания специальной комиссии по изучению вопроса о создании нового договора безопасности и сокращению контингента американских войск в Японии. В январе 1960 года Киси возвращается в Вашингтон для подписания нового договора. В связи с этим Киси также инициирует проект по пересмотру конституции с целью возвращения Японии права на полноценные вооружённые силы.
Движение протеста против подписания и, в особенности, против ратификации договора стало самым масштабным социально-политическим движением Японии в послевоенные годы. После того как в мае ЛДП ратифицирует договор, воспользовавшись своим большинством в парламенте и отстранив оппозиционных депутатов, протестанты сталкиваются с полицией на ступенях здания национального парламента. В первый месяц демонстраций 500 человек получили ранения. Киси поначалу не воспринимал демонстрации серьёзно и даже называл их «маловажными» и «незначительными».
Летом 1960 года Японию должен был посетить американский президент Дуайт Эйзенхауэр. Киси, в свете только что заключённого договора, планировал превратить этот визит в демонстрацию японо-американской дружбы и «нового партнерства» и заверял, что инцидентов не произойдет. Перед визитом президента в Токио прибыл президентский пресс-секретарь Джеймс Хагэрти, в аэропорту его встретили тысячи демонстрантов, которые заблокировали машину Хагэрти, когда тот попытался выехать из толпы. Пресс-секретаря пришлось эвакуировать с помощью американского военного вертолёта. К своему смущению Киси был вынужден отменить визит. 23 июня прошёл процесс обмена ратификационными грамотами между США и Японией, после чего договор вступил в силу, в тот же день кабинет Киси ушёл в отставку.
После ухода в отставку Киси остаётся активным и влиятельным деятелем Либерально-Демократической партии[страница не указана 2933 дня]. Несмотря на то что поправка об вооружённых силах не была принята, Киси начинает новый проект по более широкой трактовке законов о силах самообороны, которая давала бы им больше свободы действий.
Синтаро Абэ являлся зятем Киси, а его сын, Синдзо Абэ, 90-й премьер-министр, приходится Киси внуком по материнской линии.